# Kertajaya (Simpenan)
Kertajaya is een bestuurslaag in het regentschap Sukabumi van de provincie West-Java, Indonesië. Kertajaya telt 9839 inwoners (volkstelling 2010).